# Palmas (Aveyron)
Palmas era una comuna francesa del departamento de Aveyron, situado en la región de Occitania, que el 1 de enero de 2016 pasó a ser una comuna delegada de la comuna nueva de Palmas-d'Aveyron al fusionarse con las comunas de Coussergues y Cruéjouls.
Tiene una población estimada, a inicios de 2021, de 366 habitantes.

## Demografía
| Gráfica de evolución demográfica de Palmas entre 1800 y 2021 |
|                                                              |

Los datos demográficos contemplados en este gráfico de la comuna de Palmas se han cogido de 1800 a 1999 de la página francesa EHESS/Cassini, y los demás datos de la página del INSEE.